# Lucien Houbiers
Lucien Houbiers, né à Liège, le 1er février 1876 et mort en 1943, est un peintre belge.
Son champ pictural, de facture impressionniste, couvre essentiellement les paysages.

## Biographie

### Famille
Lucien (Lucien Jean Jules Hubert) Houbiers, né à Liège, le 1er février 1876, est le fils d'Henri Hubert Houbiers (1843-1899), ébéniste, et de Joséphine Isabelle Marie Marguerite Lefèvre (1844), couturière. Il épouse à Liège le 15 septembre 1906 Léonie Marie Ernestine Husson, ouvrière fleuriste, née à Liège le 15 octobre 1886.

### Formation
Lors du concours général de l'Académie royale des beaux-arts de Liège de 1898-1899, Lucien Houbiers obtient l'accessit en dessin ombré d'après l'antique et le second prix en expression. En 1901, il expose deux tableaux au Salon de peinture de Spa : Village et brouillard sur la Meuse appréciés favorablement par la critique qui les juge d'une observation stricte de la perspective, d'un coloris juste et d' un fini remarquable dans les détails. Il obtient une bourse annuelle octroyée par la fondation Lambinon qui lui permet, en 1904, de se rendre en France, afin d'y peindre dans la Forêt de Fontainebleau.

### Carrière
Lucien Houbiers expose essentiellement à Liège et participe au Salon de Bruxelles de 1914. En 1918, Léon Jamin et lui bénéficient d'une exposition personnelle, rue des Dominicains à Bruxelles. Il y envoie 45 toiles, fusains et dessins. Après son envoi au Salon triennal de Liège en 1924, seules deux participations aux expositions du Cercle des beaux-arts de Liège sont documentées : en 1933 et 1934.
Lucien Houbiers meurt en 1943, sans précision autre que la mention de son décès dans le Moniteur belge en 1946.

## Œuvre

### Caractéristiques
Son champ pictural, de facture impressionniste, couvre essentiellement les paysages et de rares portraits. Sa manière est familière, mélancolique et délicate. Il donne à ses toiles sa marque personnelle. Ses lieux de prédilection sont les Ardennes belges, la Sologne, régions qu'il pare d'une poésie sauvage.

### Expositions
- Cercle de l'œuvre des artistes de Bruxelles en 1906 (14e) exposition[6].
- Salon triennal de Namur de 1907 : Gerbes de blé[7].
- Salon de Bruxelles de 1914 : Le Calvaire, Forêt de Fontainebleau[8].
- Exposition de Charleroi de 1911 : Moisson (diptyque).
- Salon Houbiers-Jamin à Bruxelles en mars 1918 : 45 toiles, dessins et fusains, dont : Vieilles maisons à Chênée, Le Matin en automne, Sous-bois, Après-midi d'octobre à Colonstère, L'Ourthe à Sainval, En juin, Le Hêtre, Yvonne, dessin représentant la fille de l'artiste, Automne au parc et Solitude[4].
- Salon triennal de Liège de 1924 : Soir de septembre[9].

### Collection muséale
- Musées royaux des Beaux-Arts de Belgique (Bruxelles) : Impression de soleil environs de Jupille (1906), huile sur bois, inventaire no 6910/13, format 36,1 × 26,1 cm, don de la fondation Comacina, Italie, 1926. Inventorié en 1961[10].